# Platja des Calders
La platja des Calders és una platja natural del municipi de Cadaqués (Alt Empordà) situada a 2 km de la població, a la badia de Portlligat, al sud-est de la platja de Portlligat. Està orientada al nord-oest. Les seves aigües queden molt arrecerades i són poc profundes. El seu nom delata que és un indret calorós, malgrat la seva orientació. Està formada per dues platges de 28 m de longitud cadascuna i una amplada mitjana de 6 m, formada per sorra gruixuda, grava i còdols. Hi està permès l'accés als gossos.